# Erebia pyrrhula
Erebia pyrrhula är en fjärilsart som beskrevs av Frey 1880. Erebia pyrrhula ingår i släktet Erebia och familjen praktfjärilar. Inga underarter finns listade i Catalogue of Life.